# Friedrichshafen FF 33
Il Friedrichshafen FF 33 fu un idrovolante a scarponi monomotore biplano sviluppato dall'azienda tedesco imperiale Flugzeugbau Friedrichshafen GmbH nei primi anni dieci del XX secolo.
Adottato inizialmente dalla Kaiserliche Marine, la marina militare dell'Impero tedesco, venne utilizzato, oltre che per il controllo dei tratti di costa del Mar Baltico, come aereo da ricognizione, pattugliatore marittimo e caccia/caccia di scorta durante le fasi iniziali della prima guerra mondiale. Venne sviluppato in un buon numero di versioni differenti che si distinguevano per le diverse misure ed equipaggiamento.

## Varianti
FF 33
prima versione di produzione in serie equipaggiata con un motore Mercedes D.II da 120 PS (88 kW), prodotta in sei esemplari.
FF 33b
come il FF 33 ma con posizione dei membri dell'equipaggio invertita ed equipaggiata con un motore Maybach Mb.III da 160 PS (118 kW), prodotta in 5 esemplari.
FF 33e
principale versione di produzione in serie, idroricognitore, equipaggiata con un motore Benz Bz.III, caratterizzata dai galleggianti più lunghi, rimozione del galleggiante centrale e dotata di impianto radio ricetrasmittente, prodotta in circa 180 esemplari.
FF 33f
versione caccia/caccia di scorta basata sull'FF 33e, caratterizzata da fusoliera più corta e velatura dall'apertura ridotta ed equipaggiata con una mitragliatrice brandeggiabile montata su supporto ad anello, prodotta in 5 esemplari.
FF 33h
sviluppo dell'FF 33f, caratterizzata da miglioramenti aerodinamici e dall'adozione di doppi tiranti in cavetto di rinforzo della struttura alare per salvaguardare l'integrità della struttura in caso di colpi accidentali sparati dall'osservatore/mitragliere di bordo; prodotta in circa 50 esemplari.
FF 33j
FF 33e caratterizzata da miglioramenti aerodinamici e dalla predisposizione all'equipaggiamento di apparecchiatura radio ricetrasmittente.
FF 33l
principale versione caccia/caccia di scorta, caratterizzata da miglioramenti aerodinamici e dall'adozione di una mitragliatrice fissa in caccia, prodotta in circa 130 esemplari.
FF 33s
versione da addestramento equipaggiata con doppi comandi.

## Utilizzatori
Bulgaria
- Voennomorski sili na Balgariya

 Danimarca
 Germania
- Kaiserliche Marine

 Finlandia
- Suomen ilmavoimat

 Paesi Bassi
- Koninklijke Marine - Marine Luchtvaartdienst

 Polonia
- Marynarka Wojenna

 Svezia
- Flygkompaniet
- Marinens Flygväsende

### Pubblicazioni
- Friedrichshafen FF 33, in Aerei da guerra, Ginevra - Novara, Edito Service S.A. - Istituto Geografico De Agostini, 1993.